# Imane Laurence
Imane Laurence (* 12. Juli 2000) ist eine französische Schauspielerin.

## Biografie
Imane Laurence besuchte als Kind das Lycée François Truffaut in Challans und lebte später auf französischen Insel Noirmoutier.
Imane Laurence erhielt eine besondere Erwähnung als beste studentische Darstellerin beim Premiers Plans de Angers 2015 in Frankreich und den Adami Preis als beste Hauptdarstellerin beim Internationalen Kurzfilmfestival von Clermont-Ferrand im Jahr 2019.

## Filmografie
- 2014: Wie ein großer von Héloïse Pelloquet: Imane
- 2016: Das Zeitalter der Meerjungfrauen von Héloïse Pelloquet : Imane
- 2018: Coté cœur von Héloïse Pelloquet: Maryline

## Auszeichnungen
- Adami Award für Schauspiel, Beste Schauspielerin, Clermont-Ferrand Festival, 2019 Besondere Erwähnung, Auszeichnung für weibliche Interpretation, Festival Primero Planes de Angers, 2015